# Tamil Progressive Alliance
Die Tamil Progressive Alliance (TPA, Tamil தமிழ் முற்போக்கு கூட்டணி; „Tamilische Fortschrittsallianz“) ist eine 2015 gegründete Parteienallianz in Sri Lanka.

## Geschichte
Die Allianz wurde im Vorfeld der Parlamentswahl in Sri Lanka 2015 bei einem Delegiertentreffen im Taj Samudra-Hotel in Colombo am 3. Juni 2015 gegründet. Die drei Gründungsparteien waren die Democratic People’s Front (DPF) unter Vorsitz von Mano Ganesan, die National Union of Workers (NUW) unter P. Thigambaram und die Up-Country People’s Front (UCPF) unter V. Radhakrishnan. Alle drei Parteien gehören dem sozialistischen, linken politischen Spektrum an. Zum Sprecher und Führer der Allianz wurde Mano Ganesan gewählt.
Die Allianz bemühte sich bei der Parlamentswahl 2015 um die Stimmen der Tamilen in Zentral- und Süd-Sri Lanka, der „indischen“ oder „Bergland-Tamilen“ (Upcountry Tamils), die von Plantagenarbeitern abstammen, die während der britischen Kolonialzeit nach Sri Lanka gekommen sind. In der Nordprovinz und der Ostprovinz, wo seit alters her die „Sri-Lanka-Tamilen“ leben, warb dagegen die Tamil National Alliance (TNA) um Stimmen. Die TNA kandidierte jedoch nur in diesen beiden Provinzen. 
Die Bergland-Tamilen machen nach der Volkszählung aus dem Jahr 2012 ungefähr 4,1 % der Bevölkerung Sri Lankas (840.000 Personen) aus. Die TPA geht von wesentlich höheren Zahlen (1,5 Millionen) aus.
Die größte Partei der Bergland-Tamilen, der Ceylon Workers’ Congress (CWC) wurde nicht mit in die TPA eingeschlossen. Zur Begründung meinten TPA-Sprecher, dass der CWC zu unpolitisch und mehr eine Gewerkschaft, als eine Partei sei. Die TPA wolle dagegen nicht nur für Arbeits- und Tarifrechte von tamilischen Arbeitern, sondern auch für Bürgerrechte kämpfen. 
Die TPA ist politisch der seit Januar 2015 amtierenden UNP-geführten Regierung unter Premierminister Ranil Wickremesinghe verbunden (mehrere TPA-Politiker sind Minister in der Regierung). Der CWC ist dagegen Mitglied der United People’s Freedom Alliance (UPFA)-Koalition. Am 11./12. Juli 2015 erklärten die Führer der TPA ihren Beitritt zur neu gegründeten UNP-geführten Parteienkoalition der United National Front for Good Governance.